# ソーリュー
ソーリュー（フランス語: Saulieu）はフランスのブルゴーニュ＝フランシュ＝コンテ地域圏コート＝ドール県にあるコミューン。パリとマルセイユなどをつなぐオートルート (A6)) からやや離れた位置の不便で小さな町であるが、美食と、ロマネスクの柱頭を伝える聖堂で知られている。

## 歴史
ソーリューはガロ＝ロマン時代から交通の要衝として知られており、宿場町を形成していた。近隣のオータンとの関係はシャルル2世によって発行された843年の書状に記録があり、オータンにソーリューが属す形であったことがわかる。11世紀に建てられた教会堂は位置を変え、また改築により姿は変わったものの、現在もサンタンドッシュ聖堂として現存する。17世紀以降は食通の間で名の知れた街となった。1677年8月26日にこの町に宿泊したセヴィニエ夫人は、食に関して賛辞を書き残している。この時夫人は美食を楽しむことを聖母マリアに許していただこうということで、小さなマリア像を寄贈もしている。広場にある歴史的記念物の噴水は1760年に制作されたもの。1932年に料理人アレクサンドル・デュメーヌが始めたレストラン、「ラ・コート・ドール」は1951年にミシュランガイドの3つ星を獲得した。旧国道6号線が通っていたが、1960年代に開通したオートルート A6はソーリューを外れた経路で設定されたために微妙に不便な町となってしまったものの、美食で客を呼べる町として殊に名前が知られている。

## 人口
人口の推移は下表のとおり。これ以前（1793年 - 1999年）については社会科学高等研究院 (EHESS) のサイト参照。

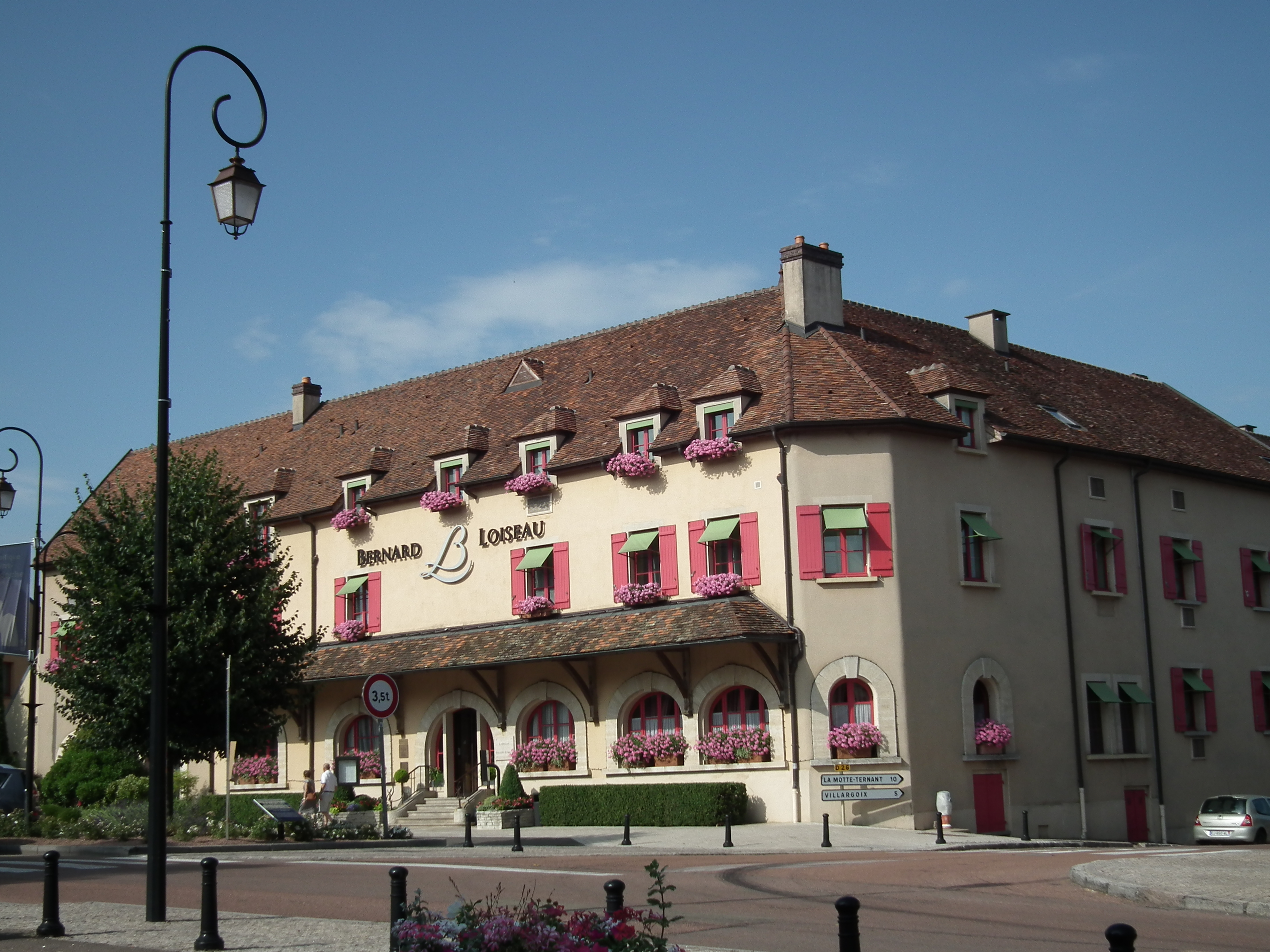
ル・ルレ・ベルナール・ロワゾー

## 名所・旧跡
- サンタンドッシュ聖堂 (Basilique Saint-Andoche) - 後述。
- レストランの、ル・ルレ・ベルナール・ロワゾー (Le Relais Bernard Loiseau)[6]（旧称ラ・コート・ドール） - ミシュランガイドの3つ星レストラン。1932年にアレクサンドル・デュメーヌ（フランス語版）が開業し1951年に3つ星獲得、一時の凋落を経て1985年にベルナール・ロワゾーが自身の名を前面に出しての改名を行った[1]。3つ星復帰は1991年[7]。

### サンタンドッシュ聖堂
サンタンドッシュ聖堂 (Basilique Saint-Andoche) はソーリューの広場に面した場所に建つカトリック教会の聖堂。ロマネスク建築として分類され、柱頭彫刻が知られる。サンタンドーシュ聖堂とも表記される。2世紀に殉教した3人の聖人の最後の地を起源としている。3人の聖人とは聖堂の名前にもなっている聖アンドッシュ (Andoche) と、あとは聖イルス (Thyrse)、聖フェリックス (Félix) の2人である。もととなった修道院は8世紀の設立という。11世紀に修道院付属教会堂として建設されたものが、現在の位置に移築されている。1359年に内陣がイギリス軍に放火され、これが修復されるには1704年まで待たねばならなかった。フランス革命でも被害を受け、特にファサードがひどく破壊され、しかも19世紀のまずい修復により残念な姿となってしまっている。歴史的記念建造物には1840年に指定された。
聖堂内部の柱頭はオータン大聖堂（サン・ラザール大聖堂）のそれとの関連が指摘される。歴史節で先述したようにオータンの影響下にあったことから、オータンの影響をソーリューが受けた、という流れと考えられる。写実性という点ではソーリューに、優雅さではオータンが軍配が上がるといった評価がなされる。
以下にいくつかの柱頭彫刻を紹介する。

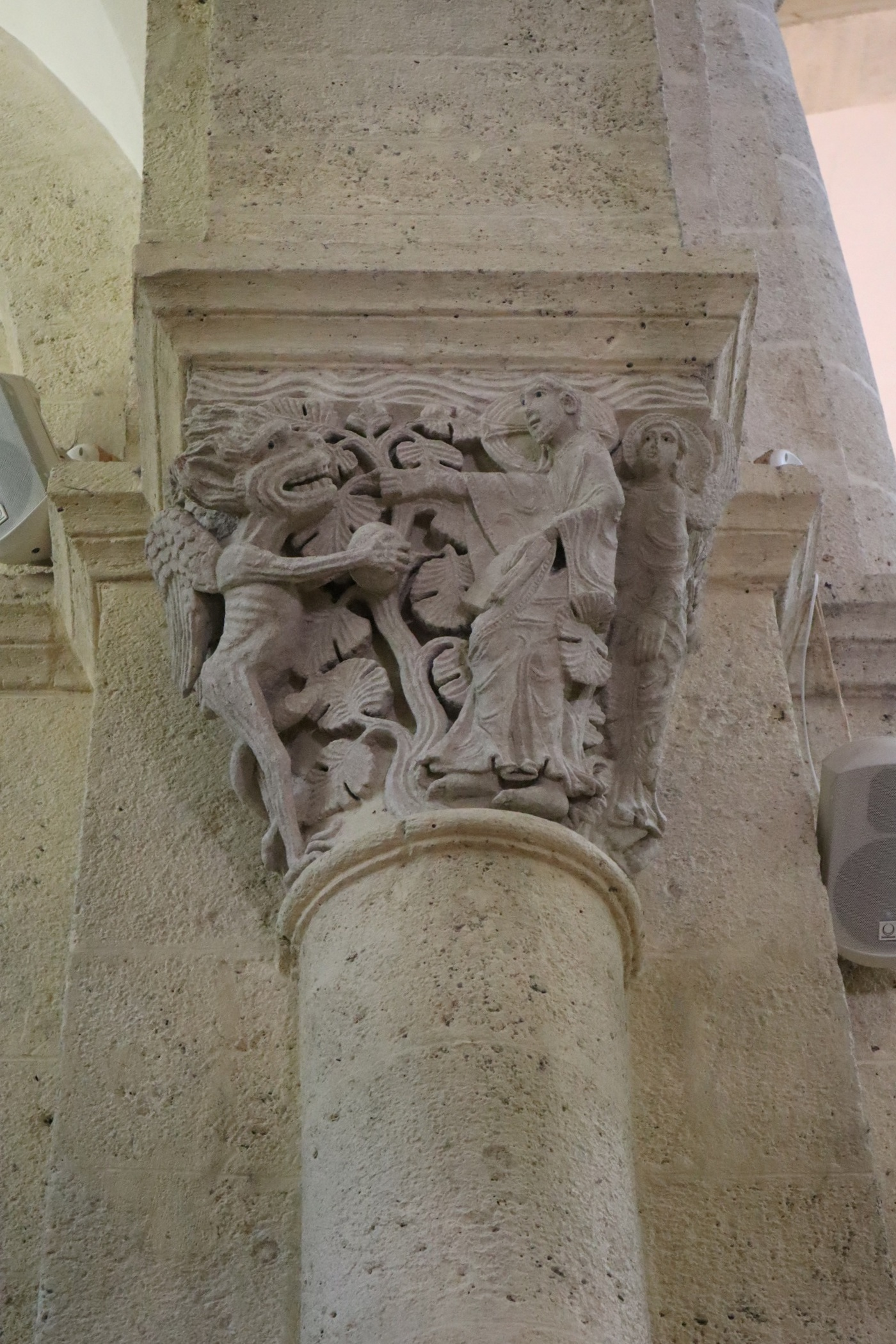
「キリストを誘惑する悪魔」。明らかに人ならざる顔をもつ。これはクリュニー会の修道士が見たとされる悪魔を、尊者ピエールが記録したものを図像化したと考えられている[12]。
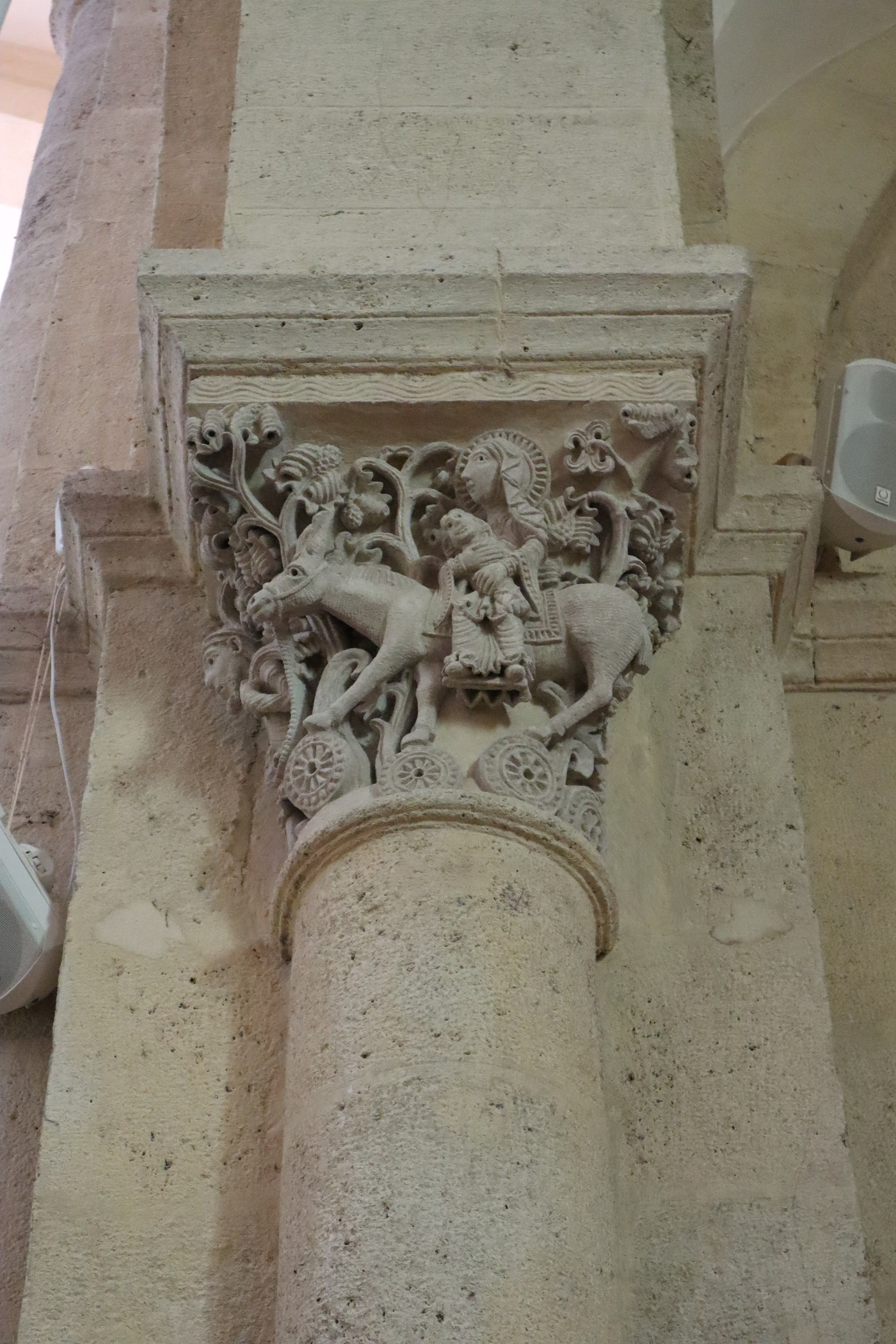
「エジプトへの逃避」（1135年 - 1145年ごろ）。オータン大聖堂にも同じ主題のものがあり、ソーリューがオータンに触発されての制作と考えられるが、こちらの方が立体感という点では上である[11]。
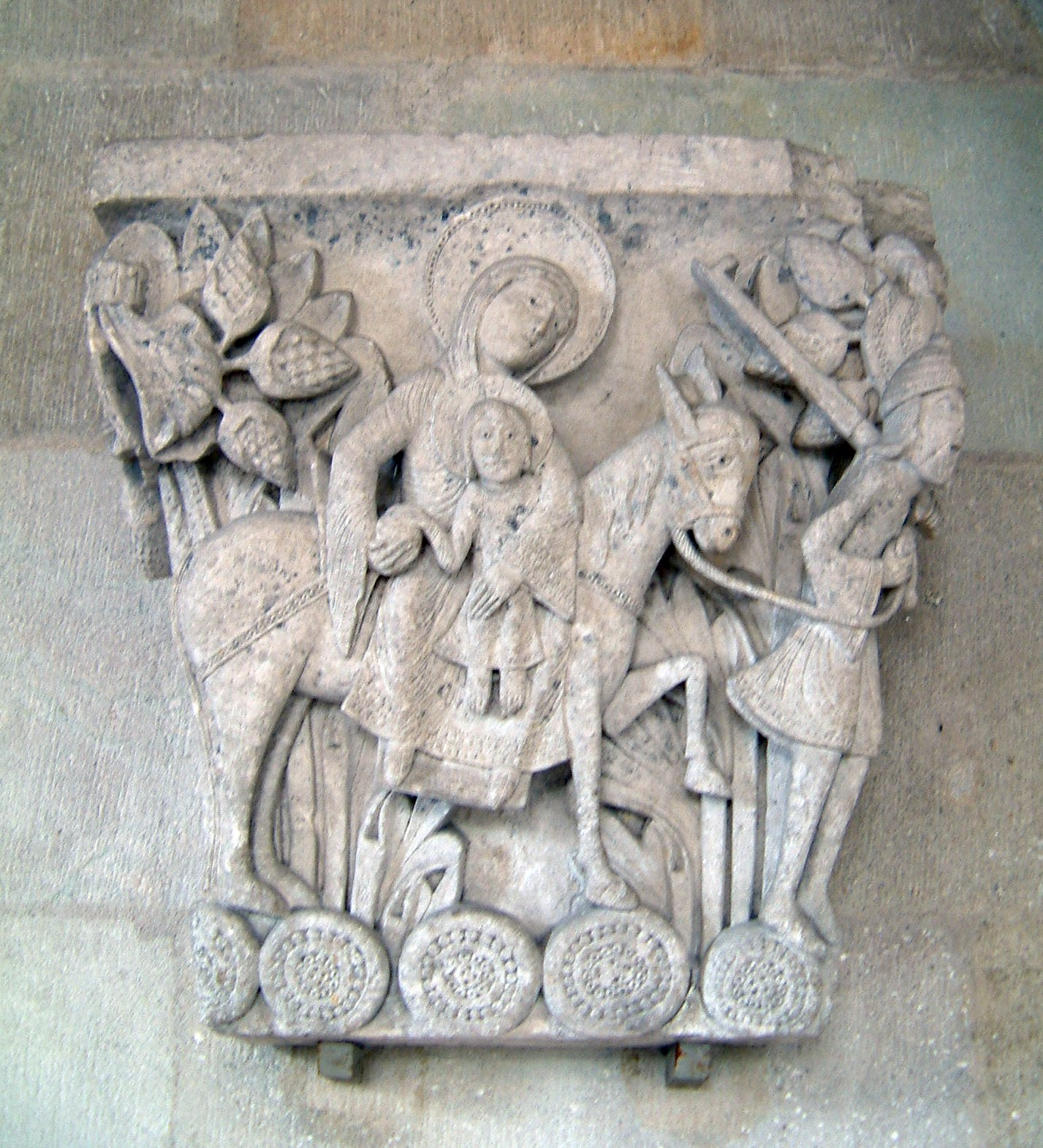
（参考）オータン大聖堂の「エジプトへの逃避」。ソーリューのものより10年ほど前の制作[11]。
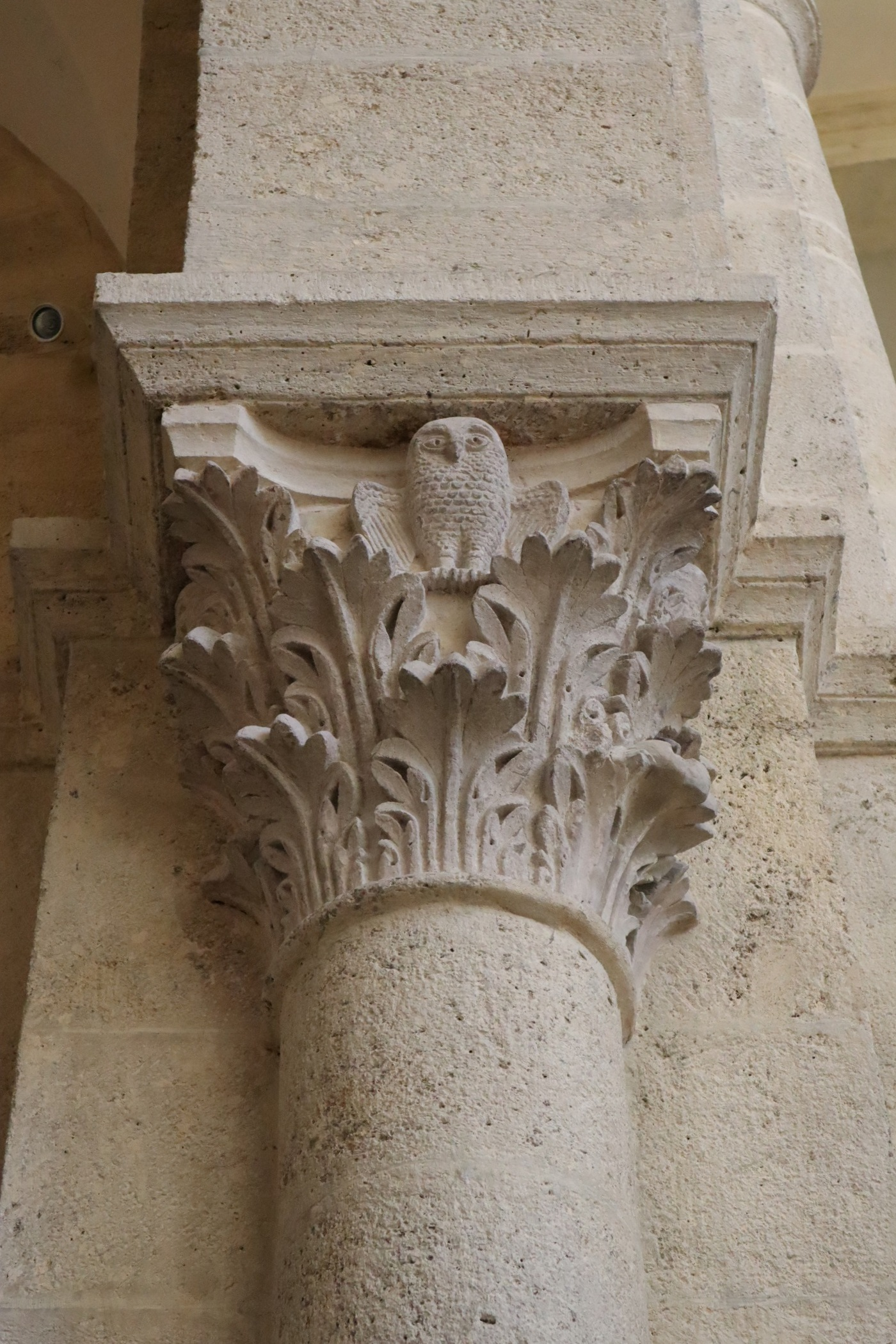
「フクロウ」はエジプト神話において鷲との対で表される図像であり、中世ユダヤ教会の紋章でもある。どういった意図でキリスト教の聖堂に刻まれたのかは明らかになっていない[2]。

## 姉妹都市
- フィリップヴィル、ベルギー、1961年
- ガウ＝アルゲスハイム、ドイツ、1964年
- カプリーノ・ヴェロネーゼ、イタリア、2003年